# Dudley (Géorgie)
Pour les articles homonymes, voir Dudley.
Dudley est une ville du comté de Laurens, Géorgie, États-Unis. Sa population s'élevait à 524 habitants lors du recensement de juillet 2008. Elle fait partie de la zone statistique micropolitaine de Dublin.

## Géographie
Le siège du comté, Dublin, est à 15 km à l'est.
Selon le Bureau du recensement des États-Unis, la ville a une superficie totale de 8,1 km2, dont 99,7 % de terre ferme et 0,31 % de plans d'eau. Son altitude est de 102 m.

### Météorologie

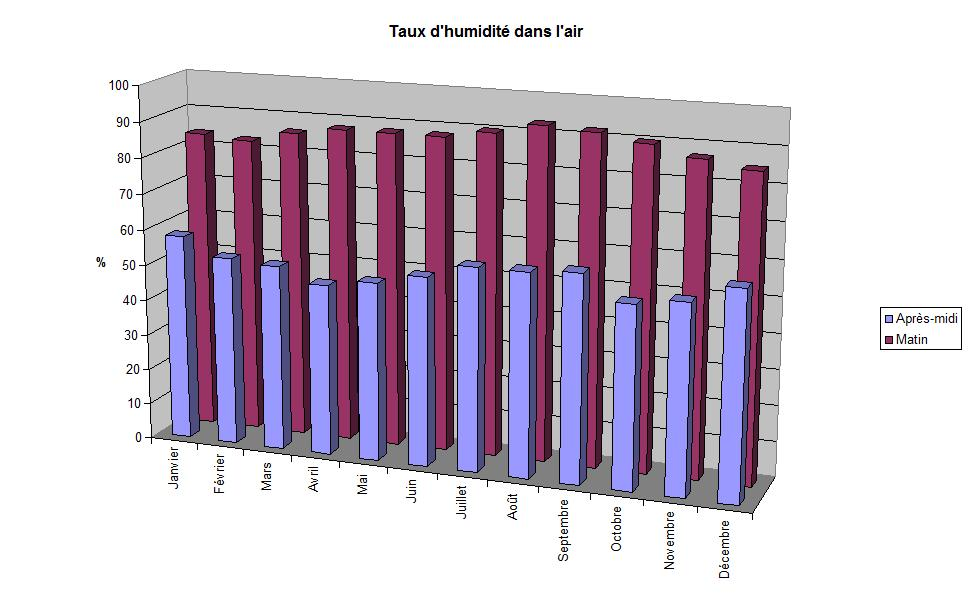
Hygrométrie

| Mois                              | jan. | fév. | mars | avril | mai | juin | jui. | août | sep. | oct. | nov. | déc. | année |
| --------------------------------- | ---- | ---- | ---- | ----- | --- | ---- | ---- | ---- | ---- | ---- | ---- | ---- | ----- |
| Température moyenne (°C)          | 8    | 9    | 14   | 17    | 22  | 26   | 28   | 27   | 24   | 18   | 13   | 8    | 17,8  |
| Température maximale moyenne (°C) | 14   | 17   | 21   | 25    | 29  | 33   | 34   | 33   | 31   | 25   | 21   | 16   | 24,9  |
| Précipitations (mm)               | 112  | 107  | 117  | 75    | 68  | 104  | 114  | 109  | 87   | 66   | 83   | 90   | 1 132 |

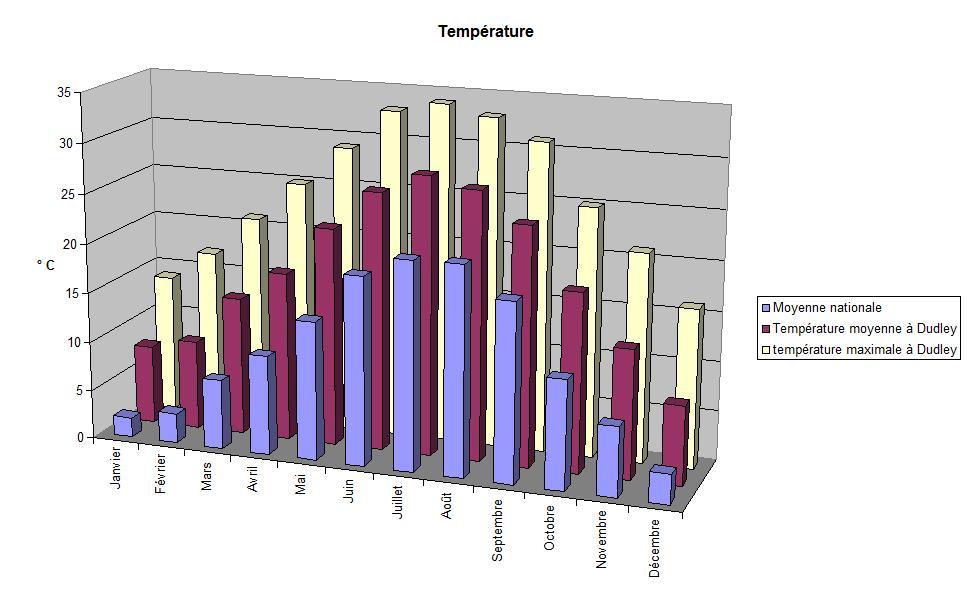
Températures

La température à Dudley est significativement supérieure à la moyenne nationale. Le mois le plus chaud est celui de juillet.

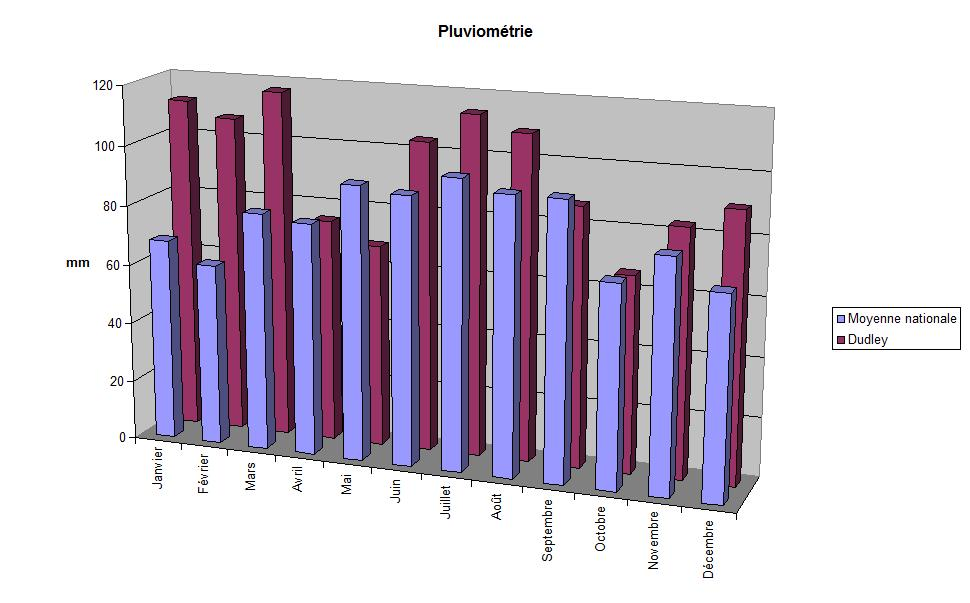
Pluviométrie

  Les précipitations sont également supérieures à la moyenne nationale, particulièrement en janvier et février.

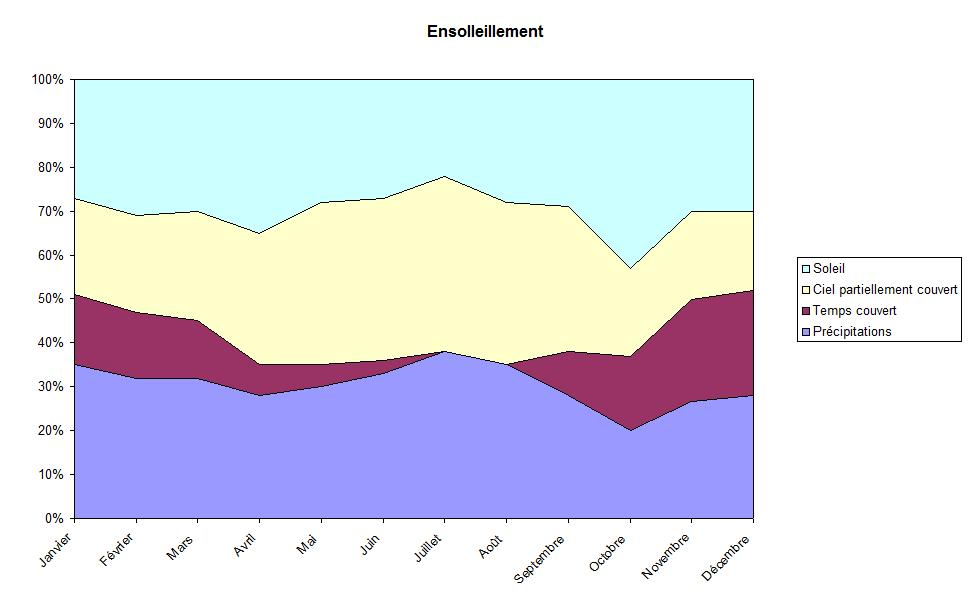
Nébulosité

 L'automne est une saison sèche et ensoleillée, alors que le printemps est la plus arrosée, et que l'été est caractérisé par une forte nébulosité. Compte tenu des températures, il neige très peu à Dudley. Le taux d'humidité atmosphérique se situe dans la moyenne américaine, en ce qui concerne les valeurs matinales, et dans la tranche haute, pour ce qui est des après-midi.

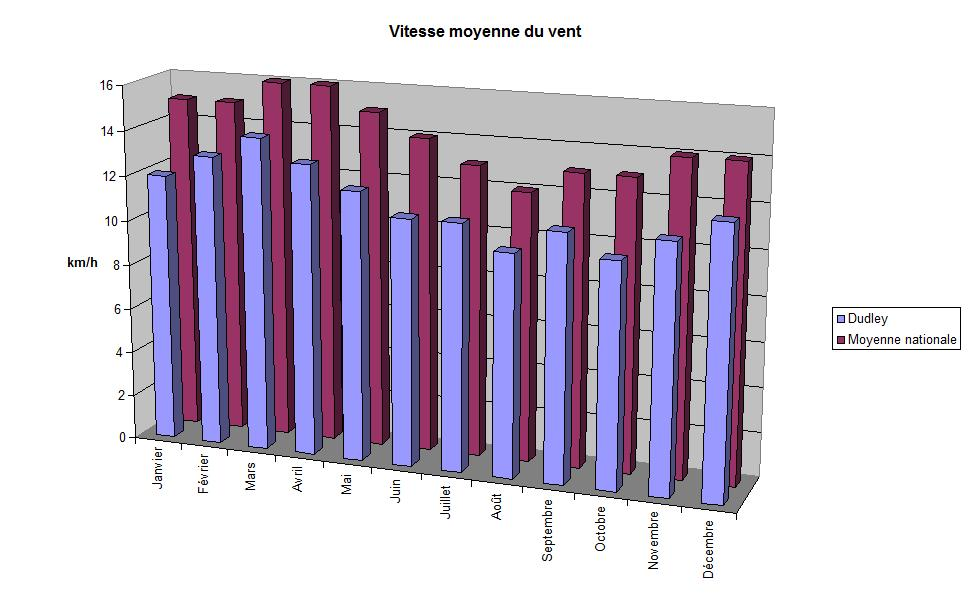
Vitesse moyenne du vent

  La vitesse moyenne des vents est inférieure à la moyenne nationale. En matière de tornades, Dudley est dans la moyenne de l'État de Géorgie, mais 37 % au-dessus de la moyenne américaine.

## Histoire
La ville a été créée en 1902. Elle porte le nom de Dudley May Hughes.

## Démographie
| 1990 | 2000 | 2003 | 2006 | 2008 |
| ---- | ---- | ---- | ---- | ---- |
| 434  | 447  | 458  | 496  | 524  |

Entre 2000 et 2008, la croissance démographique moyenne a été de 2,2 % par an, alors qu'elle n'avait été que de 0,3 % par an entre 1990 et 2000.
Les données qui suivent sont issues du recensement de 2000, sauf indication contraire.
Il y avait, dans la ville, 189 foyers et 130 familles. Le pourcentage de foyers, 68,8 %, s'élevait à 69,3 % en 2008, proche de la valeur moyenne de l'État de Géorgie (70,2 %). La densité de population était de 55,3 habitants par kilomètre carré.

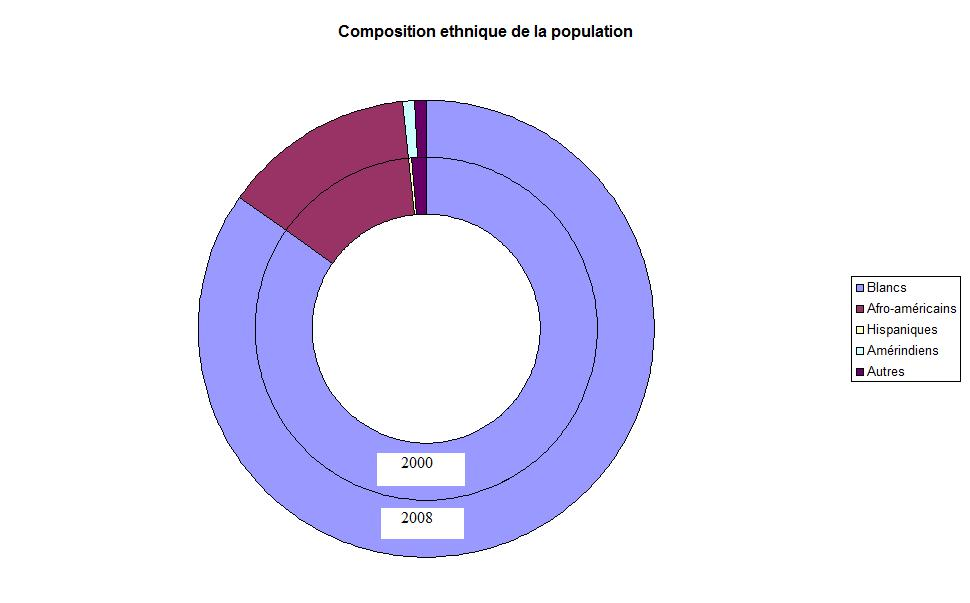
Composition raciale de la population,

Dudley est une ville majoritairement blanche, avec une importante minorité noire. La composition ethnique de la ville montre une grande stabilité. En 2008, la population de la ville ne comportait aucun étranger, alors que l'État de Géorgie en abrite 7,1 %. 9 % des habitants ont des origines irlandaises, et 2 % des origines allemandes.
28,6 % des 189 foyers comportaient des enfants de moins de 18 ans, 58,2 % étaient des couples mariés vivant ensemble, 10,1 % avaient une femme au foyer sans mari présent, et 30,7 % n'étaient pas des familles. Les couples non mariés représentaient, en 2008, 1,1 % des foyers, nettement en dessous de la moyenne de l'État (4,8 %). La ville n'abritait, en 2008, aucun foyer constitué d'un couple homosexuel. 29,6 % des foyers ne comportaient qu'un seul individu, dont 13,8 % de 65 ans ou plus. La taille moyenne d'un foyer était de 2,37 personnes (2,6 pour l'État de Géorgie), et la taille moyenne d'une famille de 2,92 personnes.

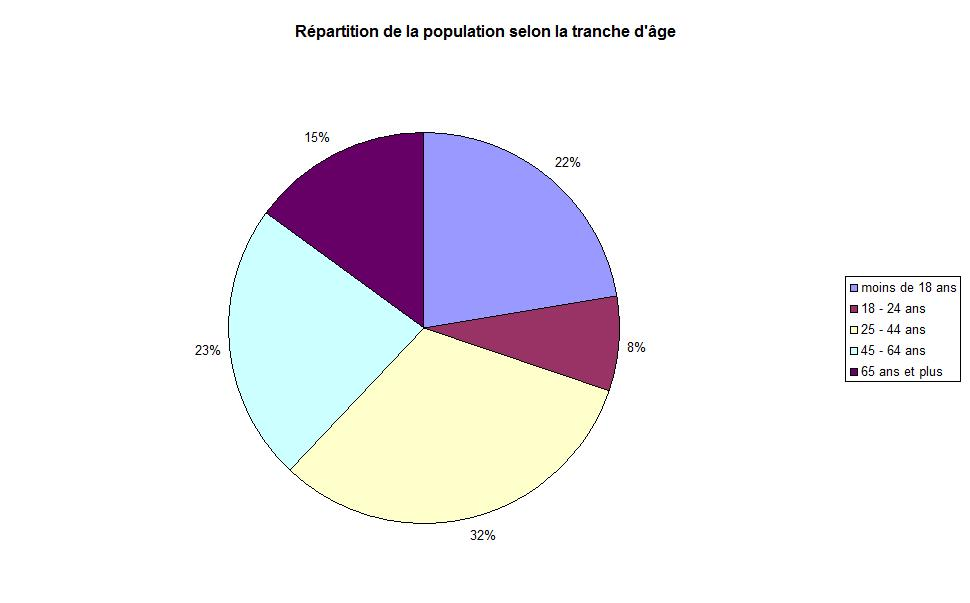
Répartition de la population selon la classe d'âge

La ville de Dudley a une population plus âgée que la moyenne de l'État de Géorgie. L'âge médian était de 38 ans (38,3 ans en 2008), alors qu'il est de 33,4 ans pour l'État de Géorgie dans son ensemble. Il y avait 53,0 % de femmes et 47 % d'hommes (respectivement 55,8 % et 44,2 % dans les plus de 17 ans).
La répartition de la population, selon le statut marital, était, en 2008 : 62,0 % de personnes mariées, 18,6 % de célibataires, 1,6 % de séparés, 9,8 % de veufs et 8,0 % de divorcés.
La Northwood Trail Subdivision, près de l'autoroute 338, est devenue le quartier le plus grand et le plus peuplé de la ville.
| 1910 | 1920 | 1930 | 1940 | 1950 | 1960 |
| ---- | ---- | ---- | ---- | ---- | ---- |
| 302  | 227  | 252  | 259  | 272  | 360  |

| 1970 | 1980 | 1990 | 2000 | 2010 | - |
| ---- | ---- | ---- | ---- | ---- | - |
| 423  | 425  | 430  | 447  | 571  | - |

## Économie

### Revenus

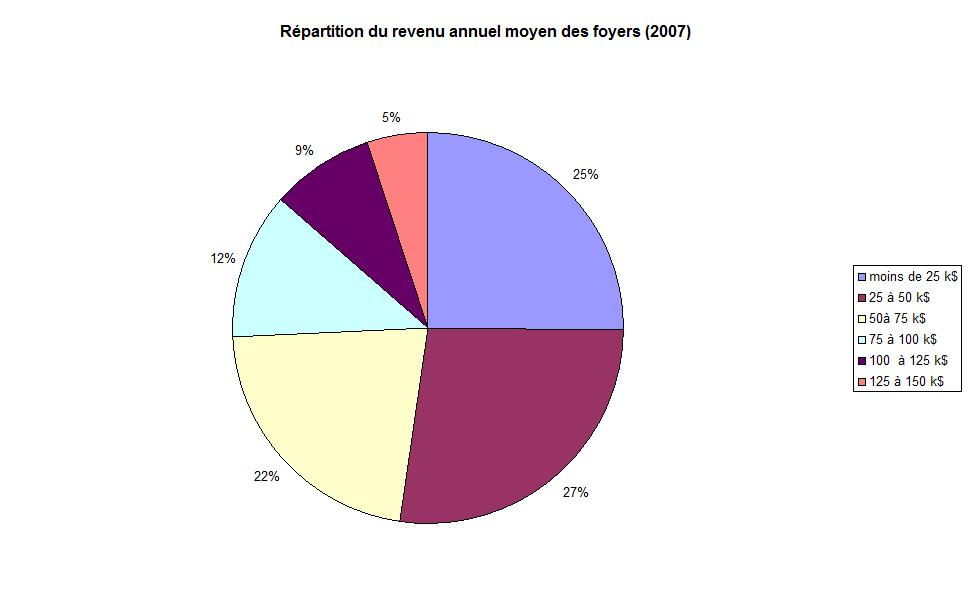
Revenus des foyers (2007)

Le revenu annuel médian d'un foyer de la ville  était 41 442 $ (50 826 $ en 2007), et le revenu annuel médian d'une famille de 48 750 $. Les hommes avaient un revenu annuel médian de 40 893 $, et les femmes de 26 000 $. Le revenu par tête était de 19 803 $ (23 750 $ en 2007) pour la ville. Environ 11,5 % des familles et 12,0 % de la population vivaient en dessous du seuil de pauvreté (16,5 % des moins de 18 ans, et 16,7 % des plus de 64 ans). En 2007, cette valueur était restée stable (la moyenne est de 13 % pour le reste de l'État). La première décennie du XXIe siècle a vu le revenu des habitants de Dudley progresser au rythme moyen de 3,2 % par an, pour rejoindre la moyenne de l'État de Géorgie (49 136 $ pour la médiane des revenus des foyers, 24 928 $ pour le revenu par tête). Cependant, en 2007, on dénombrait 4,7 % de la population dont le revenu était inférieur à la moitié du seuil de pauvreté (6,1 % dans le reste de la Géorgie).
L'indice du coût de la vie était, en 2008, de 74,1 (indice 100 pour l'ensemble des États-Unis).

### Immobilier
En 2000, la ville comportait 207 unités résidentielles, soit une densité de 25,6 par kilomètre carré.

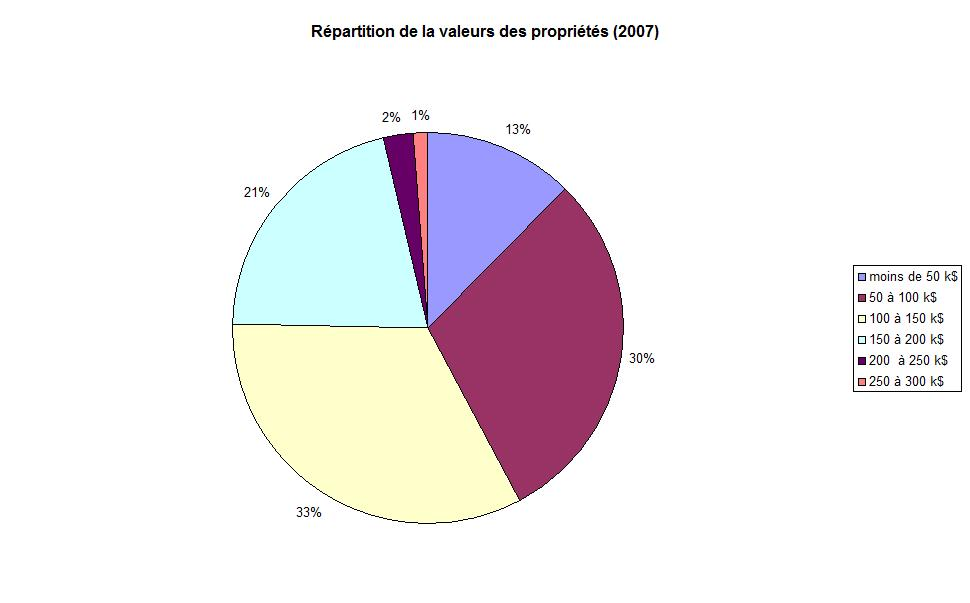
Valeur de l'immobilier (2007)

La valeur médiane d'une habitation était de 66 100 $ (118 116 $ en 2007). La valeur moyenne était, en 2007, de 118 778 $, atteignant 124 173 $ pour les villas et 31 739 $ pour les mobil-homes. En comparaison avec le reste de l'État de Géorgie, où la valeur moyenne d'une habitation est de 164 500 $, l'immobilier reste bon marché à Dudley, même s'il a connu une forte augmentation depuis 2000 (11,2 % par an, en moyenne, très supérieure à la progression du revenu moyen).
En 2000, la taxe d'habitation moyenne représentait 0,6 % de la valeur du bien immobilier, soit 419 $. La moyenne du reste de l'État est plus élevée, 0,9 %, soit 919 $.
Le loyer médian, lors du recensement de 2000, s'élevait à 177 $ par mois. Selon le même recensement, les remboursements mensuels de frais hypothécaires par les propriétaires s'établissaient à 750 £ en moyenne.

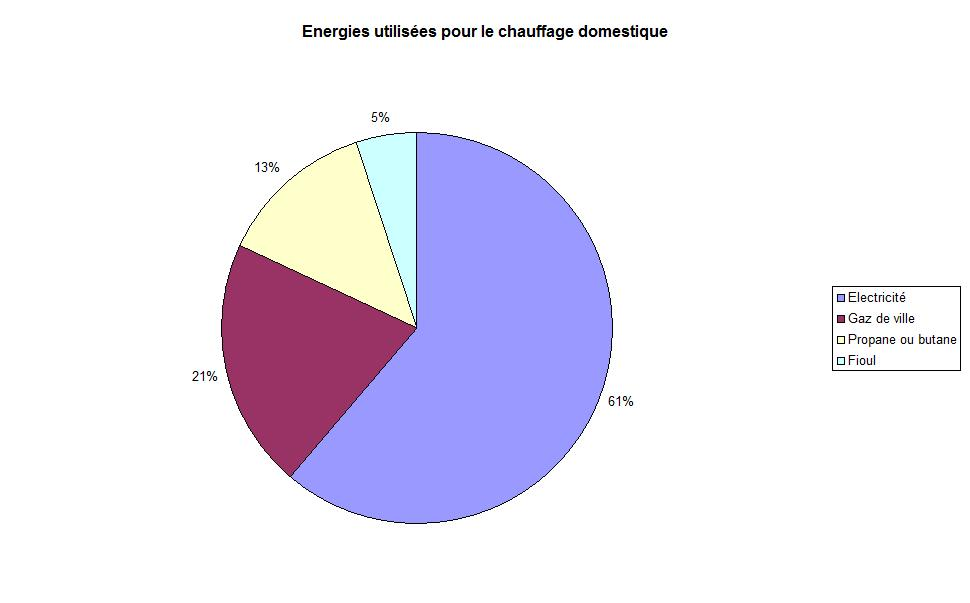
Sources d'énergie utilisés pour le chauffage domestique (2008)

 La principale source d'énergie pour le chauffage domestique est l'électricité.

### Emploi
Le taux de chômage s'élevait, en 2008, à 3,1 % de la population active.

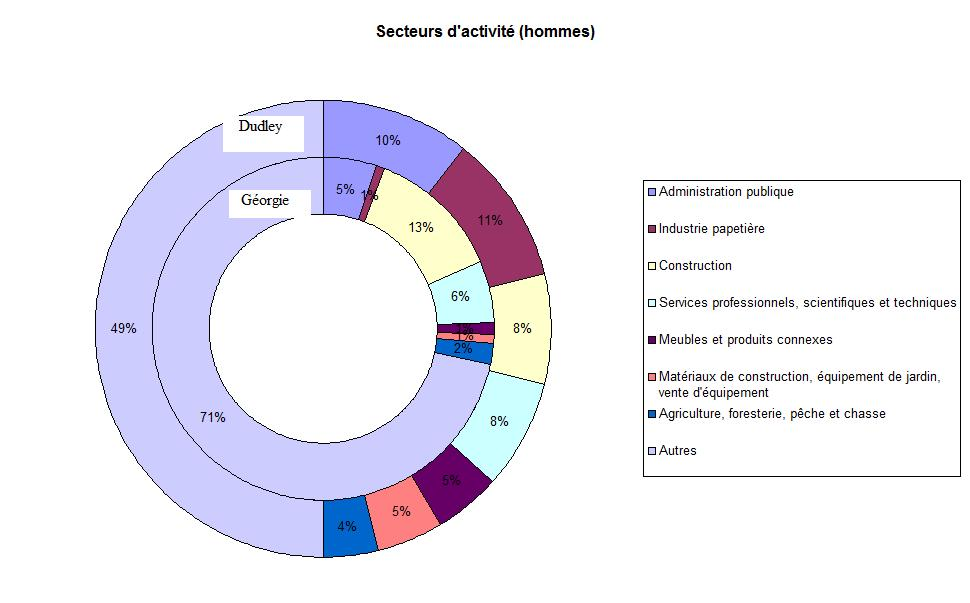
Principaux secteurs d'activité de la population active masculine (2008)

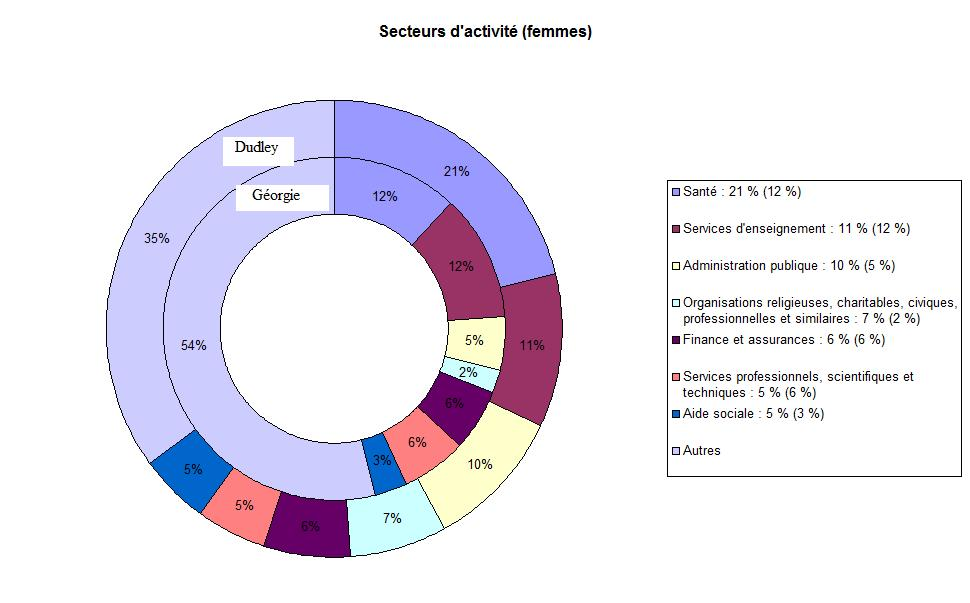
Principaux secteurs d'activité de la population active féminine (2008)

 Pour la population active masculine, les principaux secteurs d'activité sont l'administration publique (11 %) et l'industrie papetière (11 %).
 Pour la population active féminine, les principaux secteurs d'activité sont les services de santé (21 %) et l'enseignement (11 %). Le secteur de la santé et le secteur administratif sont nettement sur-représentés, par rapport au reste de l'État.

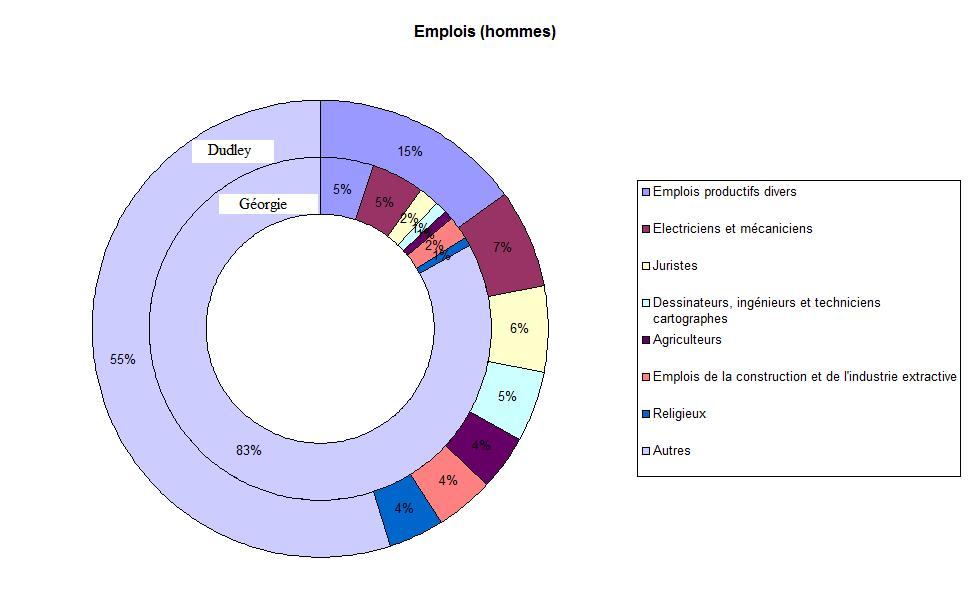
Emplois masculins(2008)

 En ce qui concerne les emplois masculins, on peut noter la sur-représentation des dessinateurs, ingénieurs et techniciens cartographes, par rapport au reste de la Géorgie, mais aussi l'importance des agriculteurs et des religieux.

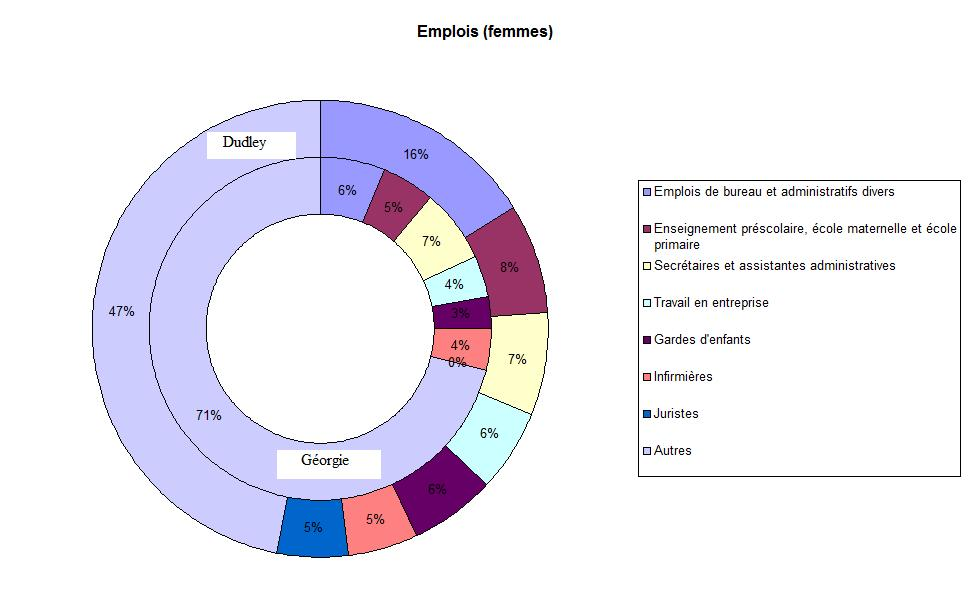
Emplois féminins(2008)

 Les postes administratifs (16 %) et ceux de l'enseignement (8 %) représentent près du quart des emplois féminins. On peut noter également un nombre important de femmes travaillant à des fonctions juridiques (5 % des emplois).

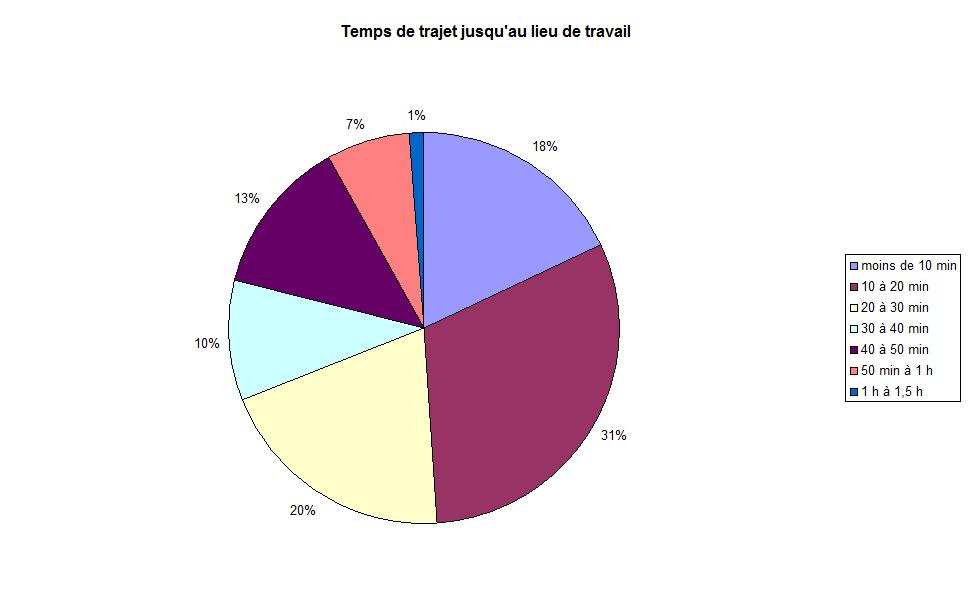
Temps de trajet pour se rendre au travail (2008)

Le temps de trajet moyen pour se rendre au travail était, en 2008, de 23,1 minutes (moyenne nationale : 26 min).

### Entreprises
Dudley comporte une banque : la Bank of Dudley, fondée le 1er novembre 1905. En novembre 2006, ses avoirs s'élevaient à 166 millions de dollars, et les dépôts représentaient 146 millions de dollars.

## Éducation
L'école primaire Northwest Laurens accueillait, en 2008, 1012 élèves.
Selon les données de 2008, pour la population de 25 ans ou plus, 73,2 % avaient fait des études jusqu'au lycée ou au-delà, 15,1 % avaient un baccalauréat ou un diplôme supérieur et 7,4 % avaient un diplôme professionnel.
Les universités les plus proches sont l'Université et le Collège de l'État de Géorgie, à Milledgeville, et l'Université Mercer, à Macon, toutes deux distantes de 62 km.

## Administration
En mars 2007, la municipalité employait deux salariés à temps partiel (dont un pour les affaires financières). Le total mensuel des salires versés par l'administration se montait à 844 $.

## Infrastructures
La ville possède un centre communal complet, avec piscine et courts de tennis. Elle a également un bureau de poste. Le code postal de la ville est 31022.
L'hôpital le plus proche est le Fairview Park Hospital, à Dublin, à 9 km.
L'eau de la ville provient de la nappe phréatique. 546 personnes étaient alimentées en 2008.

## Société
Début 2007, deux délinquants sexuels étaient répertoriés à Dudley.

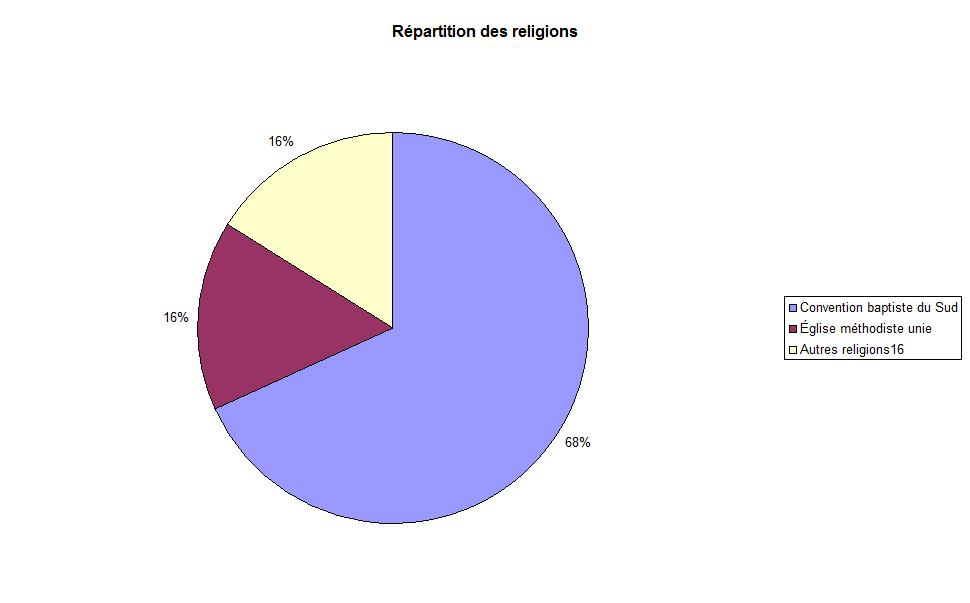
Appartenances religieuses(2008)

La principale religion pratiquée à Dudley est le protestantisme. La première église est la Convention baptiste du Sud, qui rassemble plus des deux tiers des fidèles en 2008.

## Sites et monuments
- Rivière Altamaha.